# Coordinadora de Desarrollo y Defensa de los Pueblos Indígenas de la Región San Martín
La Coordinadora de Desarrollo y Defensa de los Pueblos Indígenas de la Región San Martín (CODEPISAM) es una organización indígena fundada en el 2007 en la ciudad de Moyobamba ubicada en el departamento de San Martín, Perú.La organización está integrada por líderes y lideresas indígenas, quienes tienen como principal objetivo promover el desarrollo de las comunidades indígenas y proteger sus derechos a niveles local y regional. Dirige sus esfuerzos hacia la influencia en la formulación y aplicación de normativas, leyes y políticas públicas destinadas a beneficiar a estas comunidades.
La CODEPISAM representa a 8 federaciones y a 128 comunidades nativas pertenecientes a los pueblos awajún, kichwa y shawi. Estas federaciones tienen presencia en siete provincias del departamento de San Martín: Rioja, Moyobamba, Lamas, San Martín, Picota, El Dorado y Huallaga. Además, la CODEPISAM es una de las 9 organizaciones regionales que integran la Asociación Interétnica de Desarrollo de la Selva Peruana (AIDESEP), la cual vela por sus intereses a nivel nacional.

## Organización
El Consejo Directivo está compuesto por un presidente, un vicepresidente, y 8 secretarías. Actualmente es liderado por el líder indígena Wilfredo Tsamash Cabrera.

## Principales demandas de las federaciones en la CODEPISAM
La CODEPISAM se enfoca en atender las demandas prioritarias de sus comunidades mediante estrategias de incidencia con los gobiernos y la ejecución de proyectos en colaboración con la sociedad civil o la cooperación internacional. A continuación, resumimos las principales demandas reportadas por los dirigentes de la organización.

### Titulación de predios comunales
Existe una demanda clave relacionada con los procesos de reconocimiento y titulación de tierras, la cual varía según las federaciones y los territorios ocupados por sus comunidades. La CODEPISAM constantemente busca ser portavoz de las comunidades y federaciones que representa, tal como lo hizo en la audiencia de proceso de amparo que cuestiona la política nacional de titulación de territorios de pueblos indígenas en septiembre del 2023, donde sus dirigentes tuvieron un papel protagónico y estuvieron a cargo del informe de hechos.

### Medio ambiente y proyectos productivos
Las Federaciones de CODEPISAM buscan titular sus tierras no solo por razones legales, sino también con el objetivo de llevar a cabo proyectos productivos o de conservación ambiental. En colaboración con entidades como el Gobierno Regional de San Martín, el Ministerio de Agricultura y Riego, así como con otras ONG, han surgido iniciativas, impulsadas tanto por factores externos como por sus propias motivaciones. Entre estas iniciativas se destaca la formación de cooperativas dentro de las federaciones, las cuales brindan a las comunidades la oportunidad de generar ingresos económicos y de valorizar sus tierras.

### Participación y representación política indígena
Existe la necesidad de fortalecer las habilidades en participación y representación política, y una de las principales preocupaciones radica en la percepción de que mecanismos como la cuota indígena, diseñados para fomentar la participación y acceso de indígenas a roles políticos en gobiernos locales y regionales, se ven desvirtuados al convertirse en meros rellenos en las listas de candidaturas. Esta situación genera una comprensible sensación de frustración en relación con la efectividad de la cuota indígena.

### Jóvenes e interculturalidad en la educación, la salud y la justicia
Una de las aspiraciones de las organizaciones es impulsar el desarrollo de habilidades en las generaciones jóvenes indígenas. Esto incluye cuestiones como facilitar el acceso a la educación superior o técnica, así como fortalecer tanto la educación pública en niveles primario y secundario como la implementación de un enfoque intercultural en este ámbito.

## Desafíos y amenazas actuales
Los líderes y lideresas de las federaciones y comunidades asociadas a CODEPISAM han estado constantemente denunciando públicamente la presencia de madereros ilegales, traficantes de tierras y el cultivo de hoja de coca en su territorio ancestral. Transmiten sus denuncias a las autoridades nacionales para solicitar acciones concretas, y en algunos casos, han llegado a instancias internacionales, como la Comisión Interamericana de Derechos Humanos (CIDH) y eventos de Naciones Unidas.
Entre 2018 y 2022, los cultivos de hoja de coca en la región de San Martín experimentaron un alarmante aumento, triplicándose de 831 hectáreas a 2524, según el informe de Monitoreo de cultivos de coca 2022 de la Comisión Nacional para el Desarrollo y Vida sin Drogas (Devida). En respuesta a estas situaciones, los líderes indígenas se han alzado para defender su territorio y denunciar todos estos casos. No obstante, estos líderes defensores del territorio comunal han enfrentado amenazas contra su vida e integridad como consecuencia de su postura.

### Asesinato de defensores ambientales
El 29 de noviembre de 2023, Quinto Inuma Alvarado, líder kichwa y presidente de la comunidad nativa Santa Rosillo de Yanayacu, fue asesinado al regresar de una reunión en Pucallpa con defensores ambientales. A pesar de contar con medidas de protección del Ministerio de Justicia debido a amenazas previas, fue emboscado por hombres encapuchados y asesinado a tiros mientras se encontraba con su familia.